# Believe Me: The Abduction of Lisa McVey
Believe Me: The Abduction of Lisa McVey è un film del 2018 diretto da Jim Donovan.
Film drammatico canadese-statunitense uscito il 30 settembre 2018 su Lifetime negli Stati Uniti e su Showcase in Canada. Il 4 giugno 2021 è stato distribuito in tutto il mondo su Netflix. Racconta la vera storia di Lisa McVey, rapita e violentata per 26 ore dal serial killer Bobby Joe Long nel 1984, che riuscì a farsi liberare e aiutò significativamente le indagini.
Oltre alla trasmissione televisiva, il film ha ricevuto anche una speciale proiezione teatrale a Tampa, nello stesso teatro in cui Bobby Joe Long è stato arrestato nel 1984. Alla proiezione di questo film ha partecipato la vera Lisa McVey Noland.

## Trama
La diciassettenne Lisa McVey vive con la sorella Lorrie, la nonna Diane e il fidanzato di quest'ultima, Morris Elwood a Tampa Bay, in Florida. Morris è regolarmente abusivo nei confronti di Lisa senza che Diane lo sappia. Una notte, mentre torna a casa dal lavoro, la ragazza viene rapita dal criminale Bobby Joe Long, il quale la violenta nella sua auto e la porta nel suo monolocale. Diane denuncia la scomparsa della nipote, ma presume che sia semplicemente scappata.
Bobby tiene Lisa prigioniera nel suo appartamento legata e bendata, stuprandola continuamente. Dopo aver appreso che l'uomo in passato è stato ferito da molte donne, Lisa usa la psicologia inversa per guadagnarsi la sua simpatia e fiducia; nel mentre, si assicura di lasciare le proprie impronte digitali nel bagno e ciocche di capelli sotto il letto, oltre che memorizzare il più possibile il viso di Bobby e l'abitazione quando riesce a togliersi temporaneamente le bende mentre lui dorme.
Dopo 26 ore, Bobby dice a Lisa che deve sbarazzarsi di lei, la porta in una zona boscosa isolata e la minaccia con una pistola. La ragazza prega di risparmiarla, quindi lui decide di lasciarla andare e fugge dalla scena nella sua auto. Lisa memorizza l'ambiente circostante e torna a casa, dove racconta quanto le è accaduto alla nonna e a Morris. I due inizialmente non le credono, ma poi Diane si lascia convincere e chiama la polizia, che chiama Lisa in centrale per un interrogatorio. Alla stazione di polizia, una squadra sta lavorando sul caso di un assassino che ha ucciso nove donne negli ultimi mesi. Larry Pinkerton, specializzato in crimini sessuali, si interessa al caso di Lisa e crede alla sua storia, sebbene altri poliziotti siano poco convinti per il numero di informazioni dettagliate che la ragazza è in grado di fornire. Ritenendo che il rapitore di Lisa sia lo stesso killer che stanno cercando, Pinkerton fa compiere un'analisi forense sui vestiti di Lisa e viene confermata la sua storia.
Nel corso dell'indagine, Pinkerton e Lisa si avvicinano; Lisa gli confida le violenze domestiche e Morris viene arrestato per abusi su minori. Dopodiché, Pinkerton toglie a Diane la custodia della nipote e trasferisce la ragazza in un alloggio preventivo. Lisa aiuta Pinkerton nel ricostruire le dinamiche del suo rapimento che portano al ritrovamento dell'appartamento di Bobby e all'arresto dell'uomo fuori da un cinema il 16 novembre 1984. Lisa viene lodata per il suo coraggio e le abilità con le quali ha portato alla risoluzione del caso.
Pinkerton offre a Lisa la possibilità di andare a vivere con lui, ma la ragazza preferisce trasferirsi dagli zii, pur promettendogli che si vedranno ancora. Sul finale viene rivelato che Lisa ha vissuto felicemente con gli zii e la sorella per molti anni; lei e Pinkerton sono amici tutt'oggi e Lisa è diventata una poliziotta specializzata in crimini sessuali, impegnata a lavorare per proteggere i giovani da situazioni come quelle da lei vissuta. Bobby Joe Long, detenuto nel braccio della morte, è stato giustiziato tramite iniezione letale nel 2019.

## Riconoscimenti
Il film ha vinto il Canadian Screen Award per il miglior film per la TV e la migliore sceneggiatura in un film per la televisione (Christina Welsh), ai Canadian Screen Awards nel 2020. È stato anche nominato per la migliore interpretazione da protagonista in un film o miniserie per la televisione (Douglas), Miglior attore non protagonista in una serie o programma drammatico (Sutherland), Miglior regia in un film per la televisione (Donovan) e Miglior fotografia in un programma o serie drammatica (Sasha Moric).
Douglas ha ricevuto una nomination all'ACTRA Award come miglior attricenel 2019. Il film ha ricevuto tre nomination al premio Directors Guild of Canada, per la migliore scenografia in un film per la televisione (Helen Kotsonis), il miglior montaggio in un Film per la televisione (Lisa Grootenboer) e Miglior montaggio sonoro in un film per la televisione (Brian Eimer, Michael Bonini). 